# Aplikacijska plast
Aplikacijska plast oz. raven je sedma raven sedemplastnega sistema OSI, oziroma peta raven TCP/IP protokolarnega sklada. Namenjena je neposrednemu prenosu internetnih storitev in procesov. Vsebuje podporne protokole ter standardne aplikacijske protokole. Osnovne naloge te plasti so: Prepoznavanje sogovornika, ugotavljanje zmogljivosti vira ter sinhronizacija komunikacije.

## Primeri aplikacij (protokolov)
- 9P
- AFP
- APPC
- BitTorrent
- BOOTP
- CFDP
- DeviceNet
- DNS
- ENRP
- FastTrack (KaZaa, Grokster, iMesh)
- Finger
- Freenet
- FTAM
- FTP
- Gopher
- HTTP
- H.323
- IMAP, neposredni poštni protokol
- IRC
- LDAP
- LPD
- MIME
- Modbus
- MSN Messenger
- Netconf
- NFS
- NIS
- NNTP
- NTP, informacije o času
- OSCAR, Protokol za neposredno sporočanje AOL
- POP, posreden prenos spletne pošte
- Rlogin, odaljena prijava v UNIX sistemih
- SSH, varna ukazna lupina
- TELNET
- Whois
- WebDAV
- Yahoo! Messenger